# Євлентьєв Віктор Васильович
Віктор Васильович Євлентьєв (рос. Виктор Васильевич Евлентьев; 3 лютого 1945, Москва —  9 травня 1996, Москва) — радянський футболіст. Нападник і півзахисник, грав, зокрема за «Спартак» (Москва), «Карпати» (Львів) і «Кайрат» (Алма-Ата). Чемпіон СРСР 1969.

## Кар'єра
Вихованець ДЮСШ «Спартак» (Москва).
Виступав за «Спартак» (Москва), «Карпати» (Львів), «Кайрат» (Алма-Ата) і «Металург» (Липецьк).

## Титули та досягнення
- Чемпіон СРСР: 1969